# محاصره سمرقند (۱۵۰۱)
محاصرهٔ سمرقند در سال ۱۵۰۱ سومین و آخرین لشکرکشی علیه این شهر توسط هر دو متخاصم یعنی لشکر بابر و شیبانیان بود.
چند ماه پس از بازپس‌گیری سمرقند توسط نیروهای بابر از چنگ  سلطان بایسنقر میرزا که در ماه مهٔ ۱۴۹۷ اتفاق افتاد، شورشی در فرغانه رخ داد که پادشاهش (یعنی بابر) پادشاهی و پایتخت خود (یعنی فرغانه) را از دست داد. این شورش، بازگشت بابر از سمرقند به فرغانه را در پی داشت. 
در سال ۱۵۰۱، بابر و ارتشش احساس آمادگی کردند که دوباره سمرقند را محاصره کنند و توانستند آن را تصرف کنند. اما این تصرف نیز دیر نپایید زیرا چند ماه بعدش بابریان در نبرد سرپل از شیبانیان شکست خورند و این شکست باعث بسته شدن راه آزوقه به سمرقند و از دست رفتن این شهر شد.